# Liste d'épidémies
Cet article est une liste des plus grandes épidémies et pandémies connues dans le monde causées par une maladie infectieuse. Les maladies non transmissibles répandues telles que les maladies cardiovasculaires et le cancer ne sont pas incluses.
Cependant les principales épidémies de tuberculose ne sont actuellement pas incluses dans les listes suivantes en raison du manque de sources les décrivant (durées, nombres de décès...).

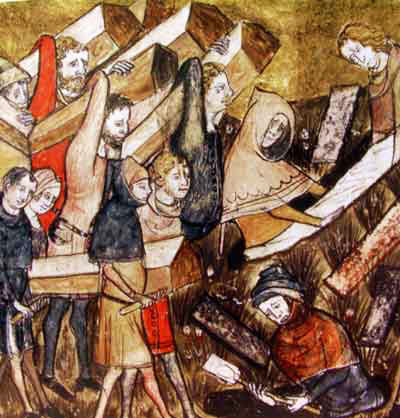
Illustration de la peste dans les Second livre des Chroniques de Gilles Le Muisit (1272-1353). Bibliothèque royale de Belgique.
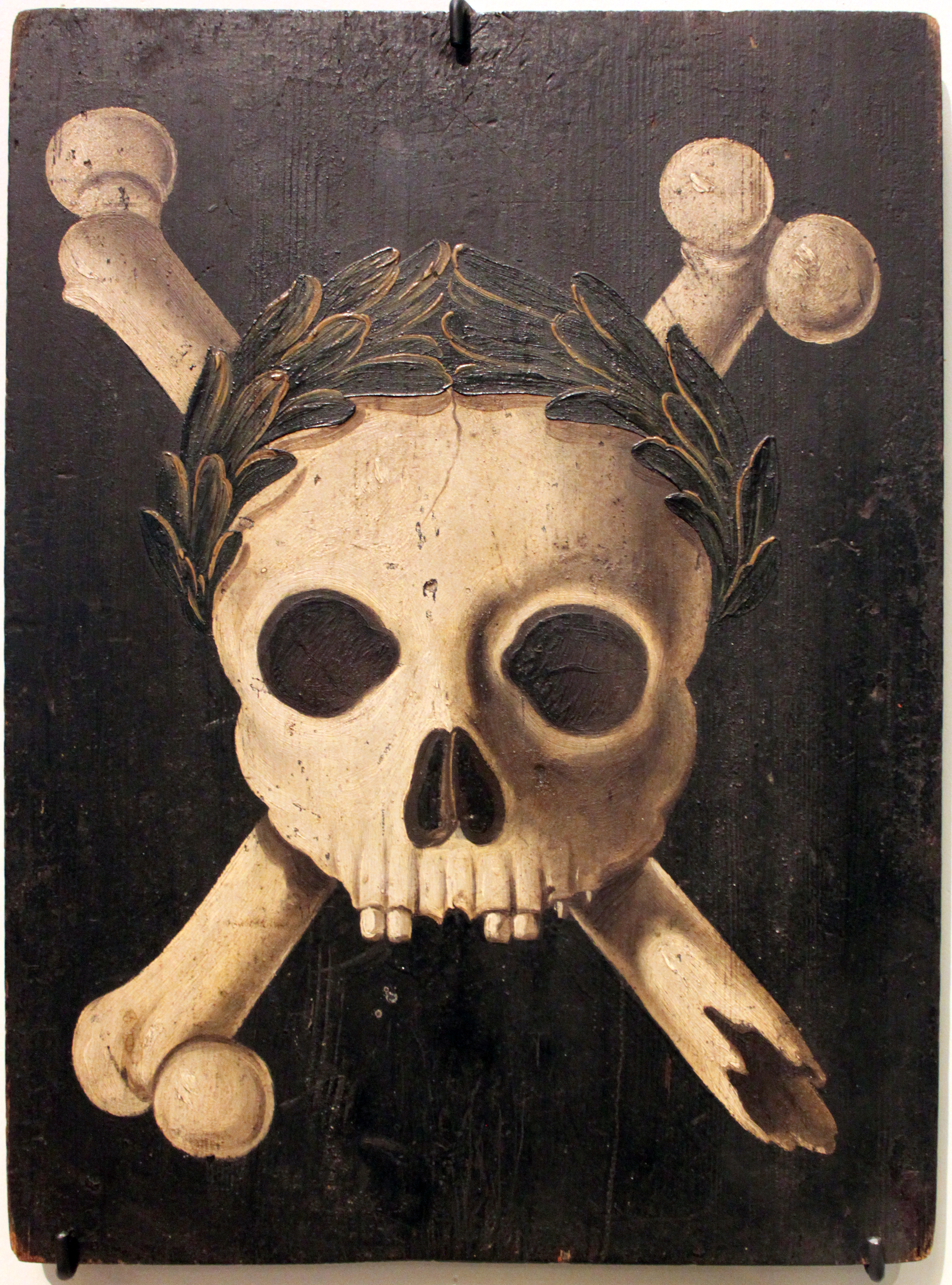
« Panneau de la peste » représentant le triomphe de la mort ; Placés sur les murs de maisons pour mettre en garde contre la peste, notamment lors d'une épidémie à Augsbourg, Bavière (1632-1635).
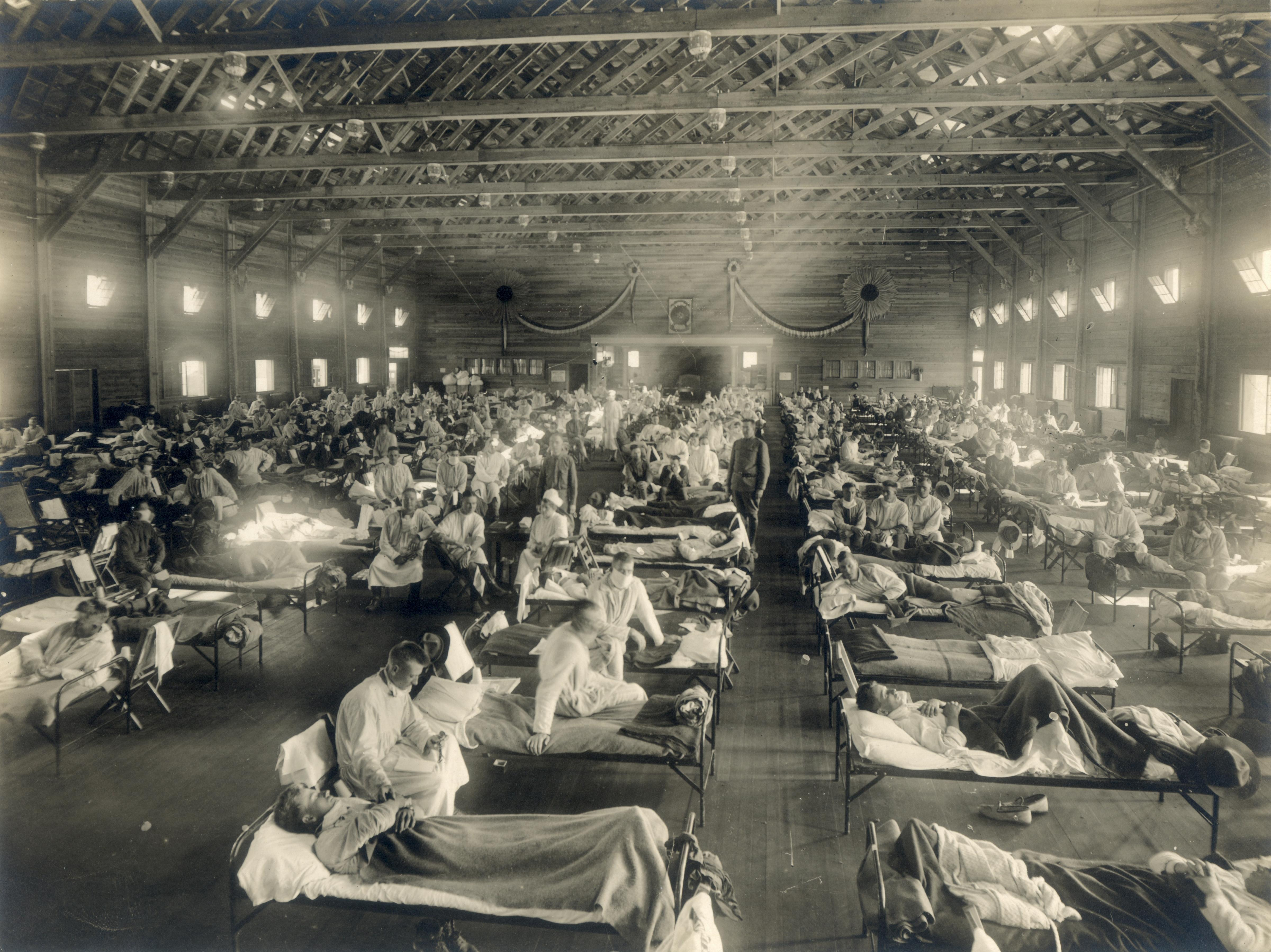
Hôpital de fortune pendant la période de grippe espagnole, camp Funston, Kansas (1918–1920).

## XVesiècleet avant
| Morts                                                | Lieu                                                       | Dates                         | Nom                                     | Maladie                        | Réf.   |
| ---------------------------------------------------- | ---------------------------------------------------------- | ----------------------------- | --------------------------------------- | ------------------------------ | ------ |
| 70 000-80 000                                        | Grèce                                                      | 430 av. J.-C. à 426 av. J.-C. | Peste d'Athènes                         | Inconnue, peut-être le typhus  | ,      |
| Inconnu                                              | Grèce, République romaine                                  | 412 av. J.-C.                 | Épidémie de -412 (en)                   | Inconnue, possible grippe      | [ 5 ]  |
| 5 millions                                           | Empire romain                                              | 165-190                       | Peste antonine                          | Inconnue, peut-être la variole | [ 6 ]  |
| 1 million                                            | Europe                                                     | 250–266                       | Peste de Cyprien                        | Inconnue, possible variole     | ,      |
| 25 à 100 millions                                    | Afrique, Europe et Moyen-Orient                            | 541-767                       | Peste de Justinien                      | Peste                          | ,      |
| 25 000 victimes militaires, pertes civiles inconnues | Califat des Rachidoune (principalement Syrie et Palestine) | 638-639                       | Peste d'Emmaüs                          | Peste                          |        |
|                                                      | Îles Britanniques                                          | 664–689                       | Peste de 664 (en)                       | Peste                          | [ 12 ] |
| 2 millions                                           | Japon                                                      | 735–737                       | Épidémie de variole de 735-737 au Japon | Variole                        | ,      |
|                                                      | Empire byzantin, Asie de l'Ouest et Afrique                | 746–747                       | Peste de 746–747                        | Peste                          | [ 15 ] |
| 75–200 millions                                      | Europe, Asie et Afrique du Nord                            | 1331–1353                     | Peste noire                             | Peste                          | [ 16 ] |
| 10 000 +                                             | Royaume-Uni                                                | 1485–1551                     | Première suette anglaise                | Suette                         | [ 17 ] |

## XVIesiècle
| Morts              | Lieu             | Dates     | Nom                                            | Maladie    | Réf.   |
| ------------------ | ---------------- | --------- | ---------------------------------------------- | ---------- | ------ |
|                    | Royaume-Uni      | 1507      | Deuxième suette anglaise                       | Suette     |        |
|                    | Royaume-Uni      | 1517      | Troisième suette anglaise                      | Suette     |        |
| 5–8 millions       | Mexique          | 1520      | Épidémie de variole au Mexique (1520) (en)     | Variole    | [ 18 ] |
| 5–15 millions      | Mexique          | 1545–1548 | Épidémie de cocoliztli de 1545-1548            | Salmonella | ,      |
| 20 136             | Londres          | 1563–1564 | Peste de Londres (1563) (en)                   | Peste      |        |
| Environ 2 millions | Nouvelle-Espagne | 1576–1577 | Épidémie de cocoliztli de 1576                 | Cocoliztli | ,      |
|                    | Arles            | 1579-1581 | Peste d'Arles                                  | Peste      |        |
| 5 000-9 000        | Tenerife         | 1582-1583 | Épidémie de San Cristóbal de La Laguna de 1582 | Peste      | [ 23 ] |
|                    | Sénécas          | 1592–1596 |                                                | Rougeole   | [ 24 ] |
| 3 000              | Malte            | 1592–1593 | Épidémie de peste à Malte en 1592-1593         | Peste      | [ 25 ] |
| 19 900             | Londres          | 1592–1593 | Peste de Londres (1592-1593) (en)              | Peste      |        |
|                    | Espagne          | 1596–1602 |                                                | Peste      | [ 26 ] |

## XVIIesiècle
| Morts                   | Lieu                | Dates     | Nom                                            | Maladie      | Ref.   |
| ----------------------- | ------------------- | --------- | ---------------------------------------------- | ------------ | ------ |
|                         | Amérique du Sud     | 1600–1650 |                                                | Malaria      | [ 27 ] |
|                         | Angleterre          | 1603      |                                                | Peste        | [ 28 ] |
|                         | Égypte              | 1609      |                                                | Peste        |        |
| 30–90% de la population | Nouvelle-Angleterre | 1616–1620 | Épidémie de la Nouvelle-Angleterre (1616-1619) |              | ,      |
| 1 100 000               | Italie              | 1629–1631 | Épidémie de peste en Italie de 1629-1631       | Peste        | [ 31 ] |
| 15 000-25 000           | Hurons-Wendats      | 1634      |                                                | Variole      | [ 32 ] |
|                         | Treize Colonies     | 1633      | Épidémie de variole du Massachusetts           | Variole      |        |
|                         | Angleterre          | 1636      |                                                | Peste        | [ 33 ] |
|                         | Chine               | 1641–1644 |                                                | Peste        | [ 34 ] |
|                         | Espagne             | 1647–1652 | Grande Peste de Séville (en)                   | Peste        |        |
|                         | Amérique centrale   | 1648      |                                                | Fièvre jaune | [ 35 ] |
| 250 000 à Naples        | Italie              | 1656      | Grande peste de Naples                         | Peste        | [ 36 ] |
|                         | Treize Colonies     | 1657      |                                                | Rougeole     | [ 37 ] |
| 24 148                  | Pays-Bas            | 1663–1664 |                                                | Peste        |        |
| 100 000                 | Londres             | 1665–1666 | Grande peste de Londres                        | Peste        | ,      |
| 40 000                  | France              | 1668      |                                                | Peste        | [ 40 ] |
| 11 300                  | Malte               | 1675–1676 | Épidémie de peste à Malte en 1675-1676         | Peste        | ,      |
|                         | Espagne             | 1676–1685 |                                                | Peste        | [ 43 ] |
| entre 70 000 et 120 000 | Vienne              | 1679      | Grande peste de Vienne                         | Peste        |        |
|                         | Treize Colonies     | 1687      |                                                | Rougeole     | [ 44 ] |

## XVIIIesiècle
| Morts                              | Lieu                                        | Dates     | Nom                                           | Maladie      | Ref.   |
| ---------------------------------- | ------------------------------------------- | --------- | --------------------------------------------- | ------------ | ------ |
|                                    | Nouvelle-France                             | 1702–1703 |                                               | Variole      | [ 45 ] |
| > 18 000 (36% de la population)    | Islande                                     | 1707–1709 | Grande épidémie de variole en Islande         | Variole      |        |
|                                    | Danemark, Suède                             | 1710–1712 | Épidémie de peste de la Grande Guerre du Nord | Peste        |        |
|                                    | Treize Colonies                             | 1713–1715 |                                               | Rougeole     | [ 46 ] |
|                                    | Nouvelle-France                             | 1714–1715 |                                               | Rougeole     | [ 47 ] |
| Entre 30 000 et 40 000 à Marseille | Marseille                                   | 1720–1722 | Peste de Marseille (1720)                     | Peste        | [ 48 ] |
|                                    | Treize Colonies                             | 1721–1722 |                                               | Variole      | [ 49 ] |
|                                    | Treize Colonies                             | 1729      |                                               | Rougeole     | [ 50 ] |
|                                    | Treize Colonies                             | 1732–1733 |                                               | Grippe       | [ 51 ] |
|                                    | Nouvelle-France                             | 1733      |                                               | Variole      | [ 52 ] |
| 50 000                             | Balkans                                     | 1738–1740 | Grande peste de 1738 (en)                     | Peste        |        |
|                                    | Treize Colonies                             | 1738      |                                               | Variole      | [ 53 ] |
|                                    | Treize Colonies                             | 1739–1740 |                                               | Rougeole     |        |
|                                    | Italie                                      | 1743      |                                               | Peste        | [ 54 ] |
|                                    | Amérique du Nord                            | 1759      |                                               | Rougeole     | [ 55 ] |
| 50 000                             | Russie                                      | 1770–1772 | Peste de 1770–1772 en Russie (en)             | Peste        |        |
|                                    | Amérindiens de la côte Nord-Ouest Pacifique | 1770      |                                               | Variole      | [ 56 ] |
|                                    | Amérique du Nord                            | 1772      |                                               | Rougeole     |        |
| 2 000 000                          | Perse                                       | 1772–1773 | Peste perse de 1772-1773                      | Peste        | [ 57 ] |
|                                    | Angleterre                                  | 1775–1776 |                                               | Grippe       | [ 58 ] |
|                                    | Espagne                                     | 1778      |                                               | Dengue       | [ 59 ] |
|                                    | Indiens des Plaines                         | 1780–1782 | Épidémie de variole d'Amérique du Nord (en)   | Variole      | [ 60 ] |
|                                    | Pueblos                                     | 1788      |                                               | Variole      | [ 61 ] |
|                                    | États-Unis                                  | 1788      |                                               | Rougeole     |        |
|                                    | Nouvelle-Galles du Sud                      | 1789–1790 |                                               | Variole      | [ 62 ] |
|                                    | États-Unis                                  | 1793–1798 | Épidémie de fièvre jaune de 1793 (en)         | Fièvre jaune | [ 63 ] |

## XIXesiècle
| Morts                | Lieu                                                | Dates     | Nom                                          | Maladie                                                                                            | Ref.   |
| -------------------- | --------------------------------------------------- | --------- | -------------------------------------------- | -------------------------------------------------------------------------------------------------- | ------ |
|                      | Espagne                                             | 1800–1803 |                                              | Fièvre jaune                                                                                       | [ 64 ] |
|                      | Empire ottoman, Égypte                              | 1801      |                                              | Peste bubonique                                                                                    | [ 65 ] |
| approx. 300 000      | Empire ottoman                                      | 1812–1819 | Épidémie ottomane de 1812–1819               | Peste                                                                                              | [ 66 ] |
| 4 668                | Malte                                               | 1813–1814 | Épidémie de peste à Malte en 1813-1814       | Peste                                                                                              |        |
| 60 000               | Roumanie                                            | 1813      | Épidémie de peste en Roumanie (1813–14) (en) | Peste                                                                                              |        |
| 100 000              | Extrême-Orient, Afrique orientale, Asie mineure     | 1817–1824 | Première pandémie de choléra (en)            | Choléra                                                                                            | [ 67 ] |
|                      | Espagne                                             | 1821      |                                              | Fièvre jaune                                                                                       | [ 68 ] |
|                      | Nouvelle-Galles du Sud, Australie                   | 1828      |                                              | Variole                                                                                            | [ 69 ] |
| 2 844                | Pays-Bas                                            | 1829      | Épidémie de Groningue                        | Malaria                                                                                            |        |
|                      | Australie-Méridionale                               | 1829      |                                              | Variole                                                                                            | [ 70 ] |
|                      | Iran                                                | 1829–1835 |                                              | Peste                                                                                              | [ 71 ] |
|                      | Asie, Europe, Amérique du Nord                      | 1829–1851 | Deuxième pandémie de choléra                 | Choléra                                                                                            | [ 67 ] |
|                      | Égypte                                              | 1834–1836 |                                              | Peste bubonique                                                                                    |        |
|                      | Grandes Plaines                                     | 1837–1838 | Épidémie de variole du 1837-38 (en)          | Variole                                                                                            | [ 72 ] |
| 20 000               | Canada                                              | 1847–1848 | Épidémie de typhus de 1847 (en)              | Typhus exanthématique                                                                              | [ 73 ] |
|                      | Monde                                               | 1847–1848 |                                              | Grippe                                                                                             | [ 74 ] |
|                      | Égypte                                              | 1848      |                                              | Choléra                                                                                            |        |
|                      | États-Unis                                          | 1851      |                                              | Choléra                                                                                            | [ 75 ] |
|                      | Monde                                               | 1846-1860 | Troisième pandémie de choléra                | Choléra                                                                                            |        |
|                      | Empire ottoman                                      | 1853      |                                              | Peste                                                                                              | [ 76 ] |
| 4 737                | Copenhague                                          | 1853      | Épidémie de choléra de Copenhague de 1853    | Choléra                                                                                            | [ 77 ] |
| 616                  | Londres                                             | 1854      | Épidémie de choléra de Broad Street          | Choléra                                                                                            | [ 78 ] |
| Dizaines de millions | Monde                                               | 1855–1945 | Peste de Chine                               | Peste                                                                                              | [ 79 ] |
|                      | Victoria, Australie                                 | 1857      |                                              | Variole                                                                                            | [ 80 ] |
|                      | Europe, Amérique du Nord, Amérique du Sud           | 1857–1859 |                                              | Grippe                                                                                             | [ 81 ] |
| 3 000                | Vallée de Bella Coola                               | 1862–1863 |                                              | Variole                                                                                            | [ 82 ] |
| 600 000              | Europe, Afrique du Nord, La Mecque, Amérique du Sud | 1863-1875 | Quatrième pandémie de choléra                | Choléra                                                                                            | [ 67 ] |
|                      | Égypte                                              | 1865      |                                              | Choléra                                                                                            |        |
|                      | Iraq                                                | 1867      |                                              | Peste                                                                                              | [ 83 ] |
|                      | Argentine                                           | 1852–1871 |                                              | Fièvre jaune                                                                                       | [ 84 ] |
| 40 000               | Fiji                                                | 1875      |                                              | Rougeole                                                                                           | [ 85 ] |
|                      | Empire russe                                        | 1877      |                                              | Peste                                                                                              |        |
| 9 000                | Inde, Europe, Afrique                               | 1881–1896 | Cinquième pandémie de choléra                | Choléra                                                                                            | [ 67 ] |
| Plus de 2 500        | Montréal                                            | 1885      | Épidémie de variole de Montréal              | Variole                                                                                            | ,.     |
| 1 000 000            | Monde                                               | 1889–1890 | Grippe russe de 1889-1890                    | Agent infectieux inconnu. Sont suspectés : - Virus de la grippe A (H3N8) - Coronavirus humain OC43 | [ 89 ] |

## XXesiècle
| Morts                    | Lieu                                            | Dates                                                                   | Nom                                        | Maladie                                    | Ref.    |
| ------------------------ | ----------------------------------------------- | ----------------------------------------------------------------------- | ------------------------------------------ | ------------------------------------------ | ------- |
| 800 000                  | Europe, Asie, Afrique                           | 1899–1923                                                               | Sixième pandémie de choléra                | Choléra                                    | [ 67 ]  |
| 119                      | San Francisco                                   | 1900–1904                                                               | Épidémie de peste de San Francisco         | Peste                                      | [ 90 ]  |
| 103                      | Australie                                       | 1900                                                                    |                                            | Peste bubonique                            | [ 91 ]  |
|                          | Ouganda                                         | 1900–1920                                                               |                                            | Trypanosomiase                             | [ 92 ]  |
|                          | Égypte                                          | 1902                                                                    |                                            | Choléra                                    | ,       |
| 22                       | Inde                                            | 1903                                                                    |                                            | Peste                                      |         |
| 4                        | Fremantle                                       | 1903                                                                    |                                            | Peste                                      | [ 95 ]  |
| 40 000                   | Chine                                           | 1910–1912                                                               | Peste chinoise de 1910                     | Peste                                      |         |
| 1 500 000                | Monde                                           | 1915–1926                                                               |                                            | Encéphalite léthargique                    | [ 96 ]  |
| >7 000                   | États-Unis                                      | 1916                                                                    |                                            | Polio                                      | [ 97 ]  |
| Entre 50 et 100 millions | Monde                                           | 1918–1920                                                               | Grippe espagnole                           | Virus de la grippe A (H1N1)                | ,       |
|                          | Égypte                                          | 1942–1944                                                               |                                            | Malaria                                    | ,       |
|                          | Égypte                                          | 1946                                                                    |                                            | Fièvre récurrente mondiale                 | ,       |
| 1 845                    | États-Unis                                      | 1946                                                                    |                                            | Polio                                      | [ 97 ]  |
|                          | Égypte                                          | 1947                                                                    |                                            | Choléra                                    | ,       |
| 2 720                    | États-Unis                                      | 1949                                                                    |                                            | Polio                                      | [ 97 ]  |
| 3 145                    | États-Unis                                      | 1952                                                                    |                                            | Polio                                      | [ 97 ]  |
| 20                       | Vannes et Brest                                 | décembre 1954–mai 1955                                                  | Épidémie de variole à Vannes et Brest      | Variole                                    |         |
| 1 000 000-4 000 000      | Monde                                           | 1957–1958                                                               | Grippe asiatique                           | Virus de la grippe A (H2N2)                | ,       |
| 900 000                  | Monde                                           | 1961–présent                                                            | Septième pandémie de choléra               | Choléra                                    | [ 106 ] |
| 1 000 000-4 000 000      | Monde                                           | 1968–1969                                                               | Grippe de Hong Kong                        | Virus de la grippe A (H3N2)                | [ 105 ] |
| 5                        | Pays-Bas                                        | 1971                                                                    |                                            | Polio                                      | [ 107 ] |
| 35                       | République fédérative socialiste de Yougoslavie | 1972                                                                    | Épidémie de variole de 1972 en Yougoslavie | Variole                                    |         |
| 1 027                    | États-Unis                                      | 1972–1973                                                               | Grippe de Londres (en)                     | Virus de la grippe A (H3N2)                | [ 108 ] |
| 15 000                   | Inde                                            | 1974                                                                    | Épidémie de variole de 1974 en Inde        | Variole                                    | [ 109 ] |
| 700 000                  | Monde                                           | 1977–1979                                                               | Grippe russe de 1977                       | Virus de la grippe A (H1N1)                | [ 110 ] |
| 32 000 000               | Monde                                           | Apparu en 1920, il est devenu une épidémie de 1980 jusqu'à notre époque |                                            | Syndrome d'immunodéficience acquise (SIDA) | [ 112 ] |
| 52                       | Inde                                            | 1994                                                                    | Peste de 1994 en Inde (en)                 | Peste                                      | [ 113 ] |
|                          | Amérique centrale                               | 2000                                                                    |                                            | Dengue                                     | [ 114 ] |

## XXIesiècle
| Morts | Lieu                                                                      | Dates                       | Nom                                                                                  | Maladie                                              | Ref.    |
| --- | ------------------------------------------------------------------------- | --------------------------- | ------------------------------------------------------------------------------------ | ---------------------------------------------------- | ------- |
| 774 | Monde                                                                     | 2002-2004                   | Épidémie de SRAS de 2002-2004                                                        | Syndrome respiratoire aigu sévère lié au coronavirus |         |
| 203 | La Réunion                                                                | 2005-2006                   | Épidémie de chikungunya à La Réunion                                                 | Chikungunya                                          |         |
| 774 | France                                                                    | 2008                        | Épidémie de rougeole en France en 2008                                               | Rougeole                                             |         |
| 4 293 | Zimbabwe                                                                  | 2008–2009                   | Épidémie de choléra au Zimbabwe en 2008-2009 (en)                                    | Choléra                                              | [ 115 ] |
| 4 053 | Afrique de l'Ouest                                                        | 2009–2010                   | Épidémie de méningite en Afrique de l'Ouest de 2009-2010                             | Méningite                                            | [ 116 ] |
| Entre 151 700 et 575 400 | Monde                                                                     | Avril 2009-Août 2010        | Grippe A (H1N1) de 2009                                                              | Virus de la grippe A (H1N1)                          | ,       |
| 10 300 | Haïti                                                                     | 2010–2019                   | Épidémie de choléra en Haïti                                                         | Choléra                                              | ,       |
| 53 | Europe                                                                    | 2011                        | Épidémie de gastro-entérite et de syndrome hémolytique et urémique de 2011 en Europe | Gastro-entérite Syndrome hémolytique et urémique     |         |
| 11 310 | Afrique de l'Ouest                                                        | décembre 2013–mars 2016     | Épidémie de maladie à virus Ebola en Afrique de l'Ouest                              | Ebola                                                | [ 121 ] |
| 3 886 | Yémen                                                                     | 2016–2020                   | Épidémie de choléra au Yémen en 2016–2020                                            | Choléra                                              |         |
| 2 280 (25 juin 2020) | République démocratique du Congo Ouganda                                  | Depuis août 2018            | Épidémie de maladie à virus Ebola au Kivu                                            | Maladie à virus Ebola                                | ,       |
| 33 | République démocratique du Congo                                          | 2018                        | Première épidémie de virus Ebola de 2018 en République démocratique du Congo         | Ebola                                                | [ 126 ] |
| 100 | Inde                                                                      | 2019                        | Épidémie d'encéphalite de 2019 à Bihar                                               | Encéphalite                                          |         |
| 83 | Samoa                                                                     | 2019                        | Épidémie de rougeole de 2019 aux Samoa                                               | Rougeole                                             | [ 127 ] |
| 3 930 | Asie-Pacifique, Amérique latine                                           | 2019–2020                   | Épidémie de dengue de 2019-2020                                                      | Dengue                                               | ,       |
| Officiel : 6,9 millions (cumul jusqu'au 18 avril 2023) Surmortalité : Entre 21,2 millions et 33,5 millions (cumul jusqu'au 27 mars 2023) | Monde                                                                     | 17 novembre 2019-5 mai 2023 | Pandémie de Covid-19                                                                 | Maladie à coronavirus 2019                           | ,       |
| 136 | Europe, puis Amérique du Nord, Amérique du Sud, Australie et Moyen-Orient | 2022                        | Épidémie de variole du singe de 2022                                                 | Variole du singe                                     | [ 136 ] |
| 290 | Haiti                                                                     | 2022                        | Epidémie de choléra                                                                  | Choléra                                              | [ 137 ] |
| 12 | Guinée équatoriale                                                        | 25 février 2023             | Epidémie de virus de Marburg en Guinée équatoriale                                   | Virus de Marburg                                     | [ 138 ] |
| 5 | Tanzanie                                                                  | 21 mars 2023                | Epidémie de virus de Marburg en Tanzanie                                             | Virus de Marburg                                     | [ 139 ] |

## Catégorie connexe
- Liste des épidémies de peste
- Liste d'épidémies liées au virus Ebola
- Deuxième pandémie de peste